# Monty Sunshine
Monty Sunshine (Stepney, 28 april 1928 - 30 november 2010) was een Brits jazzklarinettist die vooral bekend is van zijn internationale hit Petite fleur uit 1959, met een kwartet van de band van Chris Barber. Sunshine speelde van 1953 tot 1960 in de band van Barber en richtte daarna zijn eigen jazzband op.

## Biografie
Monty Sunshine werd op 28 april 1928 geboren in Stepney, oost-Londen, in een Joods gezin waarvan de vader kleermaker was die ook viool speelde. Sunshines uit Roemenië afkomstige betovergrootouders hadden hun naam verengelst.
In de Tweede Wereldoorlog woonde Sunshine in Northampton. Hij volgde de Camberwell School of Art, aanvankelijk als fluitist maar nadat hij iemand klarinet had horen spelen stapte over.
Van 1946 tot 1950 zat hij in de Royal Air Force waar hij de jazzband versterkte. Na de demobilisatie werkte hij als illustrator en cartoonist voor kranten. Later illustreerde hij het huisblad van de jazzclub van Ronnie Scott.
Sunshine had een puristische benadering van New Orleans jazz en vond in trompettist Ken Colyer een gelijkgestemde ziel. In 1949 richtten ze de Crane River Band op, die bleef bestaan totdat Colyer in 1952 als zeeman op een koopvaardijschip aanmonsterde om New Orleans te bezoeken. Daarna vormde Sunshine een kwartet met Chris Barber aanvankelijk als bassist, maar die stapte over op trombone toen het kwartet een echte jazzband werd. Colyer werd de leider na zijn terugkeer in 1953. Sunshine ontwierp de hoes van het eerste album van de Ken Colyer Jazzmen, New Orleans to London. Het orkest viel uit elkaar omdat de andere orkestleden de aanpak van Colyer te puristisch vonden.
Sunshine maakte deel uit van de band van Chris Barber, totdat hij zich niet kon vinden in de muzikale koers en het orkest rond 1960 verliet om zijn eigen band te vormen. Tijdens een vakantie in Spanje hoorde hij een accordeonversie van het nummer 'Petite fleur' van Sidney Bechet, dat hij in 1956 opnam toen Barber vond dat er een klarinetstuk op het album Chris Barber Plays, Volume 3 moest komen. Sunshine nam het op met gitarist Dickie Bishop, bassist Dick Smith en drummer Ron Bowden. Barber: 'Monty's draaitafel draaide te snel zodat hij het in As mineur leerde in plaats van in G mineur.' Het nummer bleef op het 10 inchalbum onopgemerkt, maar werd een grote hit toen het in 1959 in Duitsland als single verscheen: in Duitsland haalde het plaats 2 op de hitlijst, in het Verenigd Koninkrijk plaats 3 en in de Verenigde Staten de Top 5.
De verkoop bedroeg 2,5 miljoen exemplaren en leverde Sunshine een gouden plaat op. Zelf vond hij de erkenning die hij in een brief van Bechet had gekregen belangrijker. De hit leverde Bechet goede verdiensten aan de auteursrechten op, Sunshine zelf moest het stellen met zijn vergoeding voor de sessietijd en de gouden plaat. Een andere compositie van Bechet, 'Lonesome (Si Tu Vois Ma Mère)', leverde de band nog een Top 30-hit op, maar in het algemeen was concurrent Acker Bilk succesvoller in het exploiteren van de markt voor zoetklinkende klarinetmuziek.
In 1961 bracht Sunshine in die stijl nog de single 'Jacqueline' uit; zijn uit 1962 daterende opname van het nummer 'Creole Love Call' van Duke Ellington maakte gebruik van overgedubde klarinetpartijen.
Rond 1960 kon de puristisch ingestelde Sunshine zich niet langer vinden in de muzikale koers van de band: de Muddy Watersblues die Barber op het repertoire zette deed hij af als 'een slechte imitatie van The Shadows'. Daarop stapte Sunshine op en formeerde zijn eigen jazzband.
Zijn achternaam leende zich voor woordspelingen in albumtitels: A Taste Of Sunshine (1976), Sunshine In London (1979) en Sunshine On Sunday (1987).

## Persoonlijk
Sunshine was getrouwd en had een zoon en een dochter.